# René Guérineau
Pour les articles homonymes, voir Guérineau.
René Guérineau (1605-1664) est un graveur, marchand et éditeur d'estampes français, actif à Paris.

## Biographie
Peu d'éléments biographiques le concernant sont connus. De 1635 à 1650, Guérineau, dit « marchand en taille douce », est installé dans le secteur de la rue Saint-Honoré et de la rue de la Ferronnerie puis sur les charniers Saints Innocents, à l'enseigne de la Fortune ; il effectue pendant l'été 1644 un séjour en prison pour une dette non remboursée sur un emprunt de 600 livres. Le 29 juin 1644, Guérineau achète pour 2 800 livres tournois la collection d’estampes de l’abbé Nicolas Lumague, qui comprend près de 5 000 pièces de la fin du XVe siècle au XVIIe siècle. En 1664, il est enregistré comme étant un marchand d'estampes et un vendeur d'imprimés vivant et travaillant à Paris.
En 1652, Berthod évoque « Monsieur Guérineau » « vendeur d'images » dans un passage de son poème La ville de Paris en vers burlesques : s'il le présente en marchand de gravures proposant des œuvres de mauvaise qualité : 

« Quand tu verras sa marchandise,

Tu verras bien de la sotise,

Il nous monstrera des grimaux

Qu’il nous fera passer pour beaux,
 
Des tailles douces en fumées,

Mal faites & mal imprimées,

De meschants petits charbonis,
 
De vieux morceaux de griffonnis,

Desquels il fait autant d’estime

Que d’une chose rarissime. »

il donne aussi une énumération des artistes qu'il vend : 

« Danaé de Farnese,

Deux grands desseins de Veronnesse,

L’architecture d’Ondius,

Les nuditez de Goltius,

Quatre crayons faits par Belange

Et trois autres par Michel Ange. »

## Œuvres
René Guérineau réalise principalement des gravures d'interprétation d'après Claude Mellan et Pierre de Cortone.
- Le char de Séléné, gravure d'après Claude Mellan (d'après les peintures de Pierre de Cortone).

En tant qu'éditeur d'estampes, il propose notamment des portraits et des scènes historiques :
- Gaston de France[5],[6].
- Richelieu[5].
- la Charité romaine[7].